# Lonchaea flectaverpa
Lonchaea flectaverpa är en tvåvingeart som beskrevs av Mcalpine 1964. Lonchaea flectaverpa ingår i släktet Lonchaea och familjen stjärtflugor.
Artens utbredningsområde är Moçambique. Inga underarter finns listade i Catalogue of Life.